# Nasjonal Samling
Nasjonal Samling (NS) var et norsk politisk parti stiftet 13. maj 1933 under ledelse af Vidkun Quisling. Partiets officielle stiftelsesdato var 17. maj 1933. Generalsekretær var fra 1934 Rolf Jørgen Fuglesang. Ved stortingsvalgene i 1933 og 1936 fik NS omkring 2 % af stemmerne og dermed ingen mandater i Stortinget. Ideologien blev efter 1934 orienteret mod nazismen og fascismen.
Under den tyske besættelse af Norge under den 2. verdenskrig blev Quisling udnævnt som ministerpræsident fra 1. februar 1942 i en næsten ren NS-regering, som styrede landet på tyskernes vegne. Partiet ophørte med at eksistere ved freden 8. maj 1945.

## Ideologi
Nasjonal Samlings partiprogram, som det blev vedtaget i 1934, var ikke nationalsocialistisk. Lighedstrækkene med Arbeiderpartiet var tværtimod påfaldende. Tanken var at oprette et statsorgan, sammensat af repræsentanter for arbejdsgiver- og arbejdstagerorganisationerne. Disse korporative tanker samsvarede med den italienske fascisme. I lighed med Mussolinis oprindelige partiprogram var der intet islæt af antisemittisme. I udenrigspolitikken skulle man søge sig mod nationer med en lignende etnisk og kulturel baggrund. Nasjonal Samling agiterede ikke for nogen totalitær styreform; dog ville de forbyde samfundsfjendtlig propaganda og udbredelse af klassehad, samt indskrænke Stortingets magt, så man fik en stærk regering, hævet over partistridigheder. Alle skulle have ret og pligt til arbejde; strejker og lockout forbydes. Vaneforbrydere og sindssyge skulle steriliseres. Paragraf 22 lød: "Kristendommens grundværdier værnes." Gradvis gled NS nærmere den tyske nationalsocialisme; men nogen tro kopi blev det aldrig.
Et flertal af de ledende medlemmer af partiet som Quisling havde tidligere været socialister, men nu anså de Sovjetunionen og kommunismen (ofte henvist til som "bolsjevikkerne") som den største trussel mod deres fædreland. Som andre nationalsocialistiske partier var NS socialt konservative, stærkt nationalistiske og kun "socialistiske", ved at de foragtede storkapitalismen, som ødelagde bondesamfundene i Norge. Som socialt konservative havde de helt andre mål og idealer end socialister. Som fascister så de med stærkt kritiske øjne på demokratiet.

### Vadsø
Den religiøse retning indenfor NS havde som sin fornemste repræsentant sognepræst Martin Tveter fra Vadsø, der meldte sig ind i NS i 1933. Ved kommunevalget i 1934 fik partiet 20 % af stemmerne i Vadsø, sandsynligvis fordi Tveter var så afholdt. 29. november 1935 meldte han sig dog ud af partiet med den begrundelse, at det nærmede sig nazismen, der stod for ham som principielt antikristelig.

### Stavanger
I Stavanger havde NS sin bedst udbyggede partiorganisation. Takket være koblingen mellem vækkelseskristendom og nationalisme fik partiet 12 % opslutning ved kommunevalget, og dermed otte repræsentanter i bystyret. Den norske kirkes reaktion på Hitlers magtovertagelse i 1933 var ikke entydig. Partiets frontfigur i Stavanger var den senere NS-ideolog Gulbrand Lunde, der selv var en dybt religiøs kristen.

### De yderliggående
Kredsen omkring tidsskriftet Ragnarok var utilfredse med NS' moderate linje og ville have partiet til at tage stilling til racespørgsmålet. De kritiserede også, at Quisling omgikkes frimurere, omtalt som "de kunstige jøder". I Ragnarok-kredsen markerede komponisten Geirr Tveitt sig, og frontkæmperen Per Imerslund, der i efteråret 1943 ville likvidere Quisling.

## Statsovertagelse
Fra efteråret 1940 til efteråret 1942 foretog NS en bredt anlagt offensiv mod det norske samfund, godt hjulpet af en presse underlagt censur. I regeringsposition oversvømmede partiet Norge med en mængde love og erklæringer, der fyldte mere end 3.500 sider i Norsk Lovtidende.
I efteråret 1940 meldte mange sig ind i partiet, og det højeste medlemsantal nåede NS i efteråret 1943 med over 43.000 medlemmer. Politiet blev den mest nazifiserede etat, da ca. halvdelen af politifolkene meldte sig ind i partiet efter stærkt pres fra Politidepartementet. NS oprettede også sit eget politi, Stapo (= Statspolitiet), og politiets særdomstole, der dømte i alt nitten nordmænd til døden. Gunnar Eilifsen, tidligere politimester i Halden og udmeldt af NS i 1941, blev på Terbovens ordre henrettet i 1943, fordi han havde nægtet at arrestere unge piger, der undlod at møde frem til tvungen arbejdstjenste. Quisling signerede en ny lov som – med tilbagevirkende kraft – satte politiet under den militære straffelov, under henvisning til at Norge var i krig med de allierede. Den blev kendt som "Lex Eilifsen". Politifolk, der ikke ville underskrive loyalitetserklæring, blev sendt til koncentrationslejren Stutthof i Polen, hvor de fleste overlevede takket være Røde Kors-hjælpepakker. Der blev oprettet egne SS-kompagnier af politifolk, der kæmpede på tysk side ved Leningrad og Nord-Finland. Men også en femtedel af de højere officerer var NS-medlemmer efter 9.april.
Partiets politiske kampafdeling, Hirden, gik en tid hårdt frem efter mønster af det tyske SA, men blev snart tøjlet af partiet. I januar 1941 oprettede Indenrigsministeriet et personalkontor, der bedømte ansøgere til offentlige stillinger politisk og fremmede kandidater med NS-sympatier. Justitsministeriet fik hjælp af rigskommissær Josef Terboven til at undergrave domstolenes uafhængighed, da han nægtede Højesteret at prøve den folkeretslige gyldighed af hans forordninger. Da højesteretsdommerne nedlagde deres embeder i december 1940, oprettede Justitsministeriet en ny Højesteret bestående af ti NS-venlige jurister. På den tid oprettedes også Folkedomstolen, en politisk domstol, der dømte i sager "af folke- og statsfjendtlig art". I foråret 1941 modtog Terboven to breve, hvori en række fagorganisationer klagede over NS' politik. Terboven svarede med at arrestere seks af organisationslederne, opløse elleve organisationer og indsætte NS-tro personer i den øvrige ledelse. Under undtagelsestilstanden i september 1941 gav han NS kontrol over fagbevægelsen, arbejdsgiverforeningen og håndværkerforbundet. Presseforbundet og Universitetet i Oslo fik ny NS-ledelse.
1942 dannede et klimaks i NS-offensiven. 1. februar tog Quisling titlen "ministerpræsident", og 5. februar fulgte loven om, at alle mellem ti og atten år skulle tjenestegøre i NS's ungdomsorganisation, Ungdomsfylkingen. Samtidig oprettede NS-regeringen en ny lærerorganisation, Norges lærersamband, som alle lærere skulle stå tilsluttet. Lignende tvangsmedlemskaber blev indført for en række andre fag. De NS-ledede foreninger skulle så afgive repræsentanter til Rigstinget, der afløste Stortinget. Befolkningens modstand mod disse påfund var så stærk, at Hitler i efteråret 1942 gjorde det klart, at NS ikke kunne betros at styre Norge. Den tyske rigskommissær blev, hvor han var, og Norge ville ikke opnå nogen fredsslutning eller formel suverænitet.
Quisling fortsatte dog sine planer om en norsk hær som tegn på NS-statens suverænitet. I 1943 ville han genindføre almindelig værnepligt og oprette en værnepligtsarmé med et norsk officerskorps. Tidligt i 1944 planlagde NS at indkalde mandskaber ved hjælp af Arbejdstjenesten (AT), der var oprettet i 1940, og hvert år indkaldte en kontingent til hjælp i nogle uger ved høst, vejanlæg og lignende.
Det mislykkedes. I stedet gik NS ind for bevæbnede afdelinger af Hirden, og i september 1944 kunne den mønstre 2.000 mand. Terboven havde hele tiden modarbejdet Quislings militære planer, dels fordi han ikke undte NS den selvstændighed, der lå i en egen hær, dels fordi han helt realistisk frygtede den modstand i befolkningen, som værnepligt i en NS-ledet hær ville føre til.
Partimedlemmer dannede fra januar 1942 Grepo (= grænsepolitiet), hvis opgave det var at tage sig af flygtningesager, jødespørgsmålet, falske grænseboerbeviser, passérsedler og andet knyttet til grænseområdet mod Sverige. Det lykkedes Grepo, der max. bestod af 183 mand, at arrestere ca. 5.000 under flugt til Sverige. Mens tyskerne kviede sig ved at sende soldater ind i de tætte skove langs grænsen, var de norske grænsepolitifolk lokalkendte. I modsætning til den jævne tyske soldat opererede de med overbeviste nazisters glød. Til gengæld oprettede politimanden Alf Tollef Pettersen et netværk kaldt "Fredriksens transport", der fik mindst 800 personer trygt forbi Grepo og ind i Sverige.

## Retsopgøret i 1945
I Danmark var passivt medlemskab i DNSAP ikke strafbart, dog med undtagelse for statens tjeneste- og embedsmænd. En ejendommelighed ved det norske retsopgør var, at de almindelige, passive NS-medlemmer ikke gik fri. Norge var det eneste land, hvor hvert eneste NS-medlem blev tiltalt, dømt og straffet for forræderi. Faktisk er NS i Norge det eneste masseparti i verden, hvor medlemmerne er blevet holdt kollektivt ansvarlige for ledelsens handlinger, og hvor passive medlemmer blev dømt for medvirken.
Begrundelsen var, at de var medlemmer af et statsbærende parti, det eneste ved siden af NSDAP i Tyskland. NS var statsbærende gennem hver enkeltes medlemskab i den forstand, at det først var da medlemstallet i 1941 nåede et vist niveau, at partiet fik overladt magten – dog underordnet rigskommissær Terboven. Antal medlemmer var derfor af direkte politisk betydning. Derfor fastslog Hjemmefronten både kollektiv strafskyld og kollektivt strafansvar, sådan at hvert medlem hæftede for de 281 millioner kroner, NS-styret blev anset at have kostet den norske stat. Juridisk var det en kontroversiel beslutning, da et andet vilkår manglede: forsæt, dvs. at det enkelte medlem forsætligt tilsigtede at yde fjenden hjælp. De tiltalte havde jo slet ikke villet hjælpe Tyskland, men Norge. NS stod for dem som et nationalt, norsksindet parti. Da 150 Oslo-jurister senere blev spurgt, hvad de mente om retsopgøret, stillede mere end halvparten sig negativt eller tvivlende, netop med tanke på behandlingen af de passive NS-medlemmer. I stedet skulle man have anvendt revolutionsparagraffen, straffelovens § 98, rettet mod den, der medvirker til ved ulovlige midler at ændre rigets statsforfatning.
En del herredsretter afviste derfor at dømme passive NS-medlemmer. Allerede tidligt i efteråret 1945 frafaldt staten også bestemmelsen om det solidariske erstatningsansvar. Ved domme over otte år blev det efterhånden normalt med en tredjedels afsoning. Flere offentligt ansatte fik efter afskedigelse deres sag prøvet ved domstol og stillingen tilbage. Det norske retsopgør blev et ganske andet og mildere end det, der var planlagt i London under besættelsen.
Af en befolkning på 3,5 millioner var ca. 90.000 blevet efterforsket, ca. 48.000 idømt straf og ca. 18.000 idømt fængselsstraf.

### Dødsstraffe
Den første dødsdom under retsopgøret gjaldt Quisling. Den blev fuldbyrdet 24.oktober 1945. Den sidste gjaldt kirke- og undervisningsminister Ragnar Skancke, henrettet 28. august 1948. I alt 37 henrettelser på norsk jord af 24 landsforrædere og tretten krigsforbrydere. Samtlige blev skudt af politifolk på fæstningsanlæg i Oslo, Bergen, Trondheim og Bodø. Ligene af krigsforbrydere blev anvendt til medicinsk forskning, uden forudgående forespørgsel (en praksis, der blev afvist i Danmark). Dødsstraf i fredstid blev ophævet 15.december 1950, og retstilstanden i Norge tilbageført til 1902. Tidligere dødsdømte, der havde fået straffen ændret til livsvarigt ved benådning, blev efterhånden løsladt, den sidste i 1957. 17% af de dødsdømte blev benådet, mod 41% i Danmark. Det relativt lave antal henrettelser i begge lande kan forklares med, at modstandsbevægelsen de forudgående år havde gennemført en række likvidationer af dem, der ellers ville have været hjemfaldne til dødsstraf.

## Uniformer
- Partiuniform.
- Emblemer.
- Distinktioner.
- Udmærkelser.

## Tilslutning

### Stemmetal ved valg
- 1927 (Stortingsvalg) : 1 210 stemmer (0.1 %), 0 repræsentanter (stillede op som Den Nationale Legion)
- 1933 (Stortingsvalg) : 27 850 stemmer (2.23 %)², 0 repræsentanter (fællesliste med Bygdefolket)
- 1934 (kommunevalg) : 16 130 stemmer (1.5 %), 69 kommunestyrerepræsentanter
- 1936 (Stortingsvalg) : 26 577 stemmer (1.83 %), 0 repræsentanter
- 1937 (kommunevalg) : 1 422 stemmer (0.06 %), 7 kommunestyrerepræsentanter

## Underorganisationer
Nasjonal Samling omfattede også en række sær- eller underorganisationer.
- Hirden – partiets ideologiske elitetropper og halvmilitære stormtropper
- Førergarden – Quislings personlige livgarde
- NS Ungdomsfylking (NSUF) – det norske modstykke til Hitlerjugend
- NS Kvinneorganisasjon (NSK)
- NS Bondegrupper (NSBG) – bondeorganisatoon
- NS Faggruppeorganisasjon (NSFO) – arbejderforening
- NS Studentfylking (NSSF) – studentorganisation
- NS Hjelpeorganisasjon (NSH)
- NS Kamporganisasjon (KO) – organisation for partiets ivrigste medlemmer

### Billeder m.m.
- krigsleksikonets billede- og filmdatabase Arkiveret 16. juli 2006 hos  Wayback Machine
- Billeder af Nasjonal Samling i Reichkommisariatets arkiv Arkiveret 21. januar 2008 hos  Wayback Machine
- Propagandaplakater
- Om partiets flag og militære struktur (på engelsk)